# Coppa del Mondo di skeleton
La Coppa del Mondo di skeleton è una competizione internazionale organizzata dalla Federazione Internazionale di Bob e Skeleton (IBSF) e rappresenta il circuito annuale di più alto livello nello sport dello skeleton. Inizialmente riservata ai soli atleti maschi, la prima edizione risale alla stagione 1986-87 e nel 1996-97 fu estesa anche alle donne.

## Albo d'oro

### Singolo donne
Debutto: 1996–97
| Stagione | Vincitrice                     | Seconda                       | Terza                        |
| -------- | ------------------------------ | ----------------------------- | ---------------------------- |
| 1996/97  | Steffi Hanzlik Germania        | Michelle Kelly Canada         | Maya Bieri Svizzera          |
| 1997/98  | Maya Bieri Svizzera            | Steffi Hanzlik Germania       | Susan Speiran Canada         |
| 1998/99  | Steffi Hanzlik Germania        | Ursi Walliser Svizzera        | Maya Bieri Svizzera          |
| 1999/00  | Alexandra Hamilton Regno Unito | Maya Bieri Svizzera           | Michelle Kelly Canada        |
| 2000/01  | Alex Coomber Regno Unito       | Steffi Hanzlik Germania       | Maya Pedersen Svizzera       |
| 2001/02  | Alex Coomber Regno Unito       | Maya Pedersen Svizzera        | Lindsay Alcock Canada        |
| 2002/03  | Michelle Kelly Canada          | Lindsay Alcock Canada         | Tristan Gale Stati Uniti     |
| 2003/04  | Lindsay Alcock Canada          | Diana Sartor Germania         | Michelle Kelly Canada        |
| 2004/05  | Noelle Pikus-Pace Stati Uniti  | Maya Pedersen Svizzera        | Kerstin Jürgens Germania     |
| 2005/06  | Mellisa Hollingsworth Canada   | Maya Pedersen Svizzera        | Diana Sartor Germania        |
| 2006/07  | Katie Uhlaender Stati Uniti    | Noelle Pikus-Pace Stati Uniti | Michelle Kelly Canada        |
| 2007/08  | Katie Uhlaender Stati Uniti    | Michelle Kelly Canada         | Mellisa Hollingsworth Canada |
| 2008/09  | Marion Trott Germania          | Shelley Rudman Regno Unito    | Katie Uhlaender Stati Uniti  |
| 2009/10  | Mellisa Hollingsworth Canada   | Shelley Rudman Regno Unito    | Kerstin Szymkowiak Germania  |
| 2010/11  | Anja Huber Germania            | Shelley Rudman Regno Unito    | Mellisa Hollingsworth Canada |
| 2011/12  | Shelley Rudman Regno Unito     | Marion Thees Germania         | Anja Huber Germania          |
| 2012/13  | Marion Thees Germania          | Anja Huber Germania           | Katie Uhlaender Stati Uniti  |
| 2013/14  | Elizabeth Yarnold Regno Unito  | Noelle Pikus-Pace Stati Uniti | Shelley Rudman Regno Unito   |
| 2014/15  | Janine Flock Austria           | Elizabeth Yarnold Regno Unito | Tina Hermann Germania        |
| 2015/16  | Tina Hermann Germania          | Jacqueline Lölling Germania   | Jane Channell Canada         |
| 2016/17  | Jacqueline Lölling Germania    | Tina Hermann Germania         | Mirela Rahneva Canada        |
| 2017/18  | Jacqueline Lölling Germania    | Tina Hermann Germania         | Elisabeth Vathje Canada      |
| 2018/19  | Elena Nikitina Russia          | Tina Hermann Germania         | Mirela Rahneva Canada        |
| 2019/20  | Jacqueline Lölling Germania    | Janine Flock Austria          | Elena Nikitina Russia        |
| 2020/21  | Janine Flock Austria           | Tina Hermann Germania         | Kimberley Bos Paesi Bassi    |
| 2021/22  | Kimberley Bos Paesi Bassi      | Janine Flock Austria          | Elena Nikitina Russia        |
| 2022/23  | Tina Hermann Germania          | Kimberley Bos Paesi Bassi     | Mirela Rahneva Canada        |
| 2023/24  | Kimberley Bos Paesi Bassi      | Kim Meylemans Belgio          | Valentina Margaglio Italia   |
| 2024/25  | Janine Flock Austria           | Kimberley Bos Paesi Bassi     | Hannah Neise Germania        |

### Singolo uomini
Debutto: 1986–87
| Stagione | Vincitore                     | Secondo                       | Terzo                         |
| -------- | ----------------------------- | ----------------------------- | ----------------------------- |
| 1986/87  | Andi Schmid Austria           | Alain Wicki Svizzera          | Christian Auer Austria        |
| 1987/88  | Andi Schmid Austria           | Alain Wicki Svizzera          | Christian Auer Austria        |
| 1988/89  | Alain Wicki Svizzera          | Christian Auer Austria        | Andi Schmid Austria           |
| 1989/90  | Christian Auer Austria        | Urs Vescoli Svizzera          | Franz Plangger Austria        |
| 1990/91  | Christian Auer Austria        | Michael Grünberger Austria    | Andi Schmid Austria           |
| 1991/92  | Christian Auer Austria        | Gregor Stähli Svizzera        | Martin Thaler Austria         |
| 1992/93  | Franz Plangger Austria        | Christian Auer Austria        | Gregor Stähli Svizzera        |
| 1993/94  | Christian Auer Austria        | Andi Schmid Austria           | Franz Plangger Austria        |
| 1994/95  | Christian Auer Austria        | Franz Plangger Austria        | Alexander Müller Austria      |
| 1995-96  | Ryan Davenport Canada         | Michael Grünberger Austria    | Christian Auer Austria        |
| 1996/97  | Alexander Müller Austria      | Ryan Davenport Canada         | Willi Schneider Germania      |
| 1997/98  | Willi Schneider Germania      | Kazuhiro Koshi Giappone       | Andy Böhme Germania           |
| 1998/99  | Andy Böhme Germania           | Ryan Davenport Canada         | Jim Shea Stati Uniti          |
| 1999/00  | Andy Böhme Germania           | Chris Soule Stati Uniti       | Kristan Bromley Regno Unito   |
| 2000/01  | Lincoln DeWitt Stati Uniti    | Kazuhiro Koshi Giappone       | Jim Shea Stati Uniti          |
| 2001/02  | Gregor Stähli Svizzera        | Chris Soule Stati Uniti       | Martin Rettl Austria          |
| 2002/03  | Chris Soule Stati Uniti       | Jeff Pain Canada              | Kazuhiro Koshi Giappone       |
| 2003/04  | Kristan Bromley Regno Unito   | Duff Gibson Canada            | Frank Kleber Germania         |
| 2004/05  | Jeff Pain Canada              | Chris Soule Stati Uniti       | Duff Gibson Canada            |
| 2005/06  | Jeff Pain Canada              | Gregor Stähli Svizzera        | Eric Bernotas Stati Uniti     |
| 2006/07  | Zach Lund Stati Uniti         | Eric Bernotas Stati Uniti     | Aleksandr Tret'jakov Russia   |
| 2007/08  | Kristan Bromley Regno Unito   | Jon Montgomery Canada         | Zach Lund Stati Uniti         |
| 2008/09  | Aleksandr Tret'jakov Russia   | Florian Grassl Germania       | Frank Rommel Germania         |
| 2009/10  | Martins Dukurs Lettonia       | Frank Rommel Germania         | Sandro Stielicke Germania     |
| 2010/11  | Martins Dukurs Lettonia       | Sandro Stielicke Germania     | Frank Rommel Germania         |
| 2011/12  | Martins Dukurs Lettonia       | Frank Rommel Germania         | Tomass Dukurs Lettonia        |
| 2012/13  | Martins Dukurs Lettonia       | Tomass Dukurs Lettonia        | Alexander Kröckel Germania    |
| 2013/14  | Martins Dukurs Lettonia       | Tomass Dukurs Lettonia        | Matthew Antoine Stati Uniti   |
| 2014/15  | Martins Dukurs Lettonia       | Tomass Dukurs Lettonia        | Axel Jungk Germania           |
| 2015/16  | Martins Dukurs Lettonia       | Yun Sung-Bin Corea del Sud    | Tomass Dukurs Lettonia        |
| 2016/17  | Martins Dukurs Lettonia       | Yun Sung-Bin Corea del Sud    | Aleksandr Tret'jakov Russia   |
| 2017/18  | Yun Sung-Bin Corea del Sud    | Axel Jungk Germania           | Tomass Dukurs Lettonia        |
| 2018/19  | Aleksandr Tret'jakov Russia   | Yun Sung-Bin Corea del Sud    | Martins Dukurs Lettonia       |
| 2019/20  | Martins Dukurs Lettonia       | Aleksandr Tret'jakov Russia   | Yun Sung-Bin Corea del Sud    |
| 2020/21  | Martins Dukurs Lettonia       | Alexander Gassner Germania    | Tomass Dukurs Lettonia        |
| 2021/22  | Martins Dukurs Lettonia       | Axel Jungk Germania           | Christopher Grotheer Germania |
| 2022/23  | Christopher Grotheer Germania | Matt Weston Gran Bretagna     | Marcus Wyat Gran Bretagna     |
| 2023/24  | Matt Weston Gran Bretagna     | Christopher Grotheer Germania | Yin Zheng Cina                |
| 2024/25  | Matt Weston Gran Bretagna     | Marcus Wyat Gran Bretagna     | Christopher Grotheer Germania |

## Vincitori di gare di Coppa del Mondo

### Uomini
Dati aggiornati al 28 gennaio 2024
     Skeletonisti in attività
Si elencano solamente gli skeletonisti con almeno 5 vittorie in carriera.
| Pos. | Nome atleta          | Carriera  | Totale |
| ---- | -------------------- | --------- | ------ |
| 1    | Martins Dukurs       | 2000–     | 61     |
| 2    | Aleksandr Tret'jakov | 2004–     | 21     |
| 3    | Yun Sung-bin         | 2014–     | 11     |
| 4    | Jeff Pain            | –         | 10     |
|      | Gregor Stähli        | 1989–2010 | 10     |
| 6    | Christian Auer       | –         | 9      |
| 7    | Ryan Davenport       | –         | 7      |
|      | Frank Rommel         | –         | 7      |
|      | Matt Weston          | 2020–     | 7      |
| 10   | Eric Bernotas        | 2004–2010 | 6      |
|      | Zach Lund            | –         | 6      |
|      | Franz Plangger       | –         | 6      |
|      | Christopher Grotheer | 2012–     | 6      |
| 14   | Kristan Bromley      | 1996–2015 | 5      |
|      | Chris Soule          | –         | 5      |
|      | Alain Wicki          | –         | 5      |

### Donne
Dati aggiornati al 13 marzo 2024
     Skeletoniste in attività
Si elencano solamente le skeletoniste con almeno 5 vittorie in carriera.
| Pos. | Nome atleta                    | Carriera  | Totale |
| ---- | ------------------------------ | --------- | ------ |
| 1    | Tina Hermann                   | 2014–     | 18     |
| 2    | Elena Nikitina                 | 2012–     | 14     |
| 3    | Anja Huber-Selbach             | 2005–2015 | 12     |
|      | Jacqueline Lölling             | 2015–     | 12     |
|      | Katie Uhlaender                | 2004–     | 12     |
| 6    | Janine Flock                   | 2010–     | 11     |
|      | Elizabeth Yarnold              | 2012–     | 11     |
| 8    | Steffi Hanzlik-Jacob           | –         | 10     |
| 9    | Maya Pedersen-Bieri            | –         | 9      |
|      | Noelle Pikus-Pace              | 2003–     | 9      |
| 11   | Shelley Rudman                 | –         | 8      |
| 12   | Alexandra Coomber-Hamilton     | –         | 7      |
|      | Mellisa Hollingsworth-Richards | –         | 7      |
|      | Kerstin Jürgens-Szymkowiak     | –         | 7      |
| 15   | Michelle Kelly                 | –         | 6      |
|      | Marion Thees-Trott             | –         | 6      |
|      | Kimberley Bos                  | 2016–     | 6      |
| 18   | Lindsay Alcock                 | –         | 5      |

## Statistiche e record

### Maggiori vincitori di Coppe del Mondo
Il record assoluto di Coppe del Mondo appartiene al lettone Martins Dukurs con undici trionfi, otto vinti consecutivamente dal 2009/10 al 2016/17 più quelli conquistati tra il 2019/20 e il 2021/22. Lo segue distaccato di quattro lunghezze l'austriaco Christian Auer a quota cinque trofei. Le prime donne in classifica, che ricoprono anche la terza posizione assoluta, sono la britannica Alex Coomber e la tedesca Jacqueline Lölling con tre trofei.
Nella seguente classifica sono indicate/i tutte le atlete e gli atleti vincitori di almeno due Coppe del Mondo, ordinate/i per numero di vittorie. Le classifiche sono aggiornate alla stagione 2022/23. In grassetto le atlete e gli atleti ancora in attività.
| Pos. | Nome                  | Nazione     | Totale trofei | Stagioni                                                         |
| ---- | --------------------- | ----------- | ------------- | ---------------------------------------------------------------- |
| 1    | Martins Dukurs        | Lettonia    | 11            | 2010, 2011, 2012, 2013, 2014, 2015, 2016, 2017, 2020, 2021, 2022 |
| 2    | Christian Auer        | Austria     | 5             | 1990, 1991, 1992, 1994, 1995                                     |
| 3    | Alex Coomber          | Regno Unito | 3             | 2000, 2001, 2002                                                 |
| 3    | Jacqueline Lölling    | Germania    | 3             | 2017, 2018, 2020                                                 |
| 5    | Andy Böhme            | Germania    | 2             | 1999, 2000                                                       |
| 5    | Kristan Bromley       | Regno Unito | 2             | 2004, 2008                                                       |
| 5    | Janine Flock          | Austria     | 2             | 2015, 2021                                                       |
| 5    | Steffi Hanzlik        | Germania    | 2             | 1997, 1999                                                       |
| 5    | Tina Hermann          | Germania    | 2             | 2016, 2023                                                       |
| 5    | Mellisa Hollingsworth | Canada      | 2             | 2006, 2010                                                       |
| 5    | Jeff Pain             | Canada      | 2             | 2005, 2006                                                       |
| 5    | Andi Schmid           | Austria     | 2             | 1987, 1988                                                       |
| 5    | Marion Thees          | Germania    | 2             | 2009, 2013                                                       |
| 5    | Aleksandr Tret'jakov  | Russia      | 2             | 2009, 2019                                                       |
| 5    | Katie Uhlaender       | Stati Uniti | 2             | 2007, 2008                                                       |

#### Singolo donne
| Pos. | Nome                  | Nazione     | Totale trofei | Stagioni         |
| ---- | --------------------- | ----------- | ------------- | ---------------- |
| 1    | Alex Coomber          | Regno Unito | 3             | 2000, 2001, 2002 |
| 1    | Jacqueline Lölling    | Germania    | 3             | 2017, 2018, 2020 |
| 3    | Janine Flock          | Austria     | 2             | 2015, 2021       |
| 3    | Steffi Hanzlik        | Germania    | 2             | 1997, 1999       |
| 3    | Tina Hermann          | Germania    | 2             | 2016, 2023       |
| 3    | Mellisa Hollingsworth | Canada      | 2             | 2006, 2010       |
| 3    | Marion Thees          | Germania    | 2             | 2009, 2013       |
| 3    | Katie Uhlaender       | Stati Uniti | 2             | 2007, 2008       |

#### Singolo uomini
| Pos. | Nome                 | Nazione     | Totale trofei | Stagioni                                                         |
| ---- | -------------------- | ----------- | ------------- | ---------------------------------------------------------------- |
| 1    | Martins Dukurs       | Lettonia    | 11            | 2010, 2011, 2012, 2013, 2014, 2015, 2016, 2017, 2020, 2021, 2022 |
| 2    | Christian Auer       | Austria     | 5             | 1990, 1991, 1992, 1994, 1995                                     |
| 3    | Andy Böhme           | Germania    | 2             | 1999, 2000                                                       |
| 3    | Kristan Bromley      | Regno Unito | 2             | 2004, 2008                                                       |
| 3    | Jeff Pain            | Canada      | 2             | 2005, 2006                                                       |
| 3    | Andi Schmid          | Austria     | 2             | 1987, 1988                                                       |
| 3    | Aleksandr Tret'jakov | Russia      | 2             | 2009, 2019                                                       |